# Juan Antonio Lavalleja

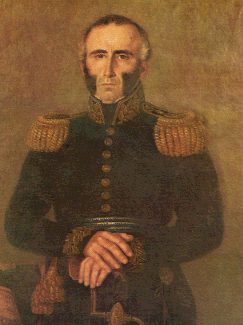
Juan Antonio Lavalleja

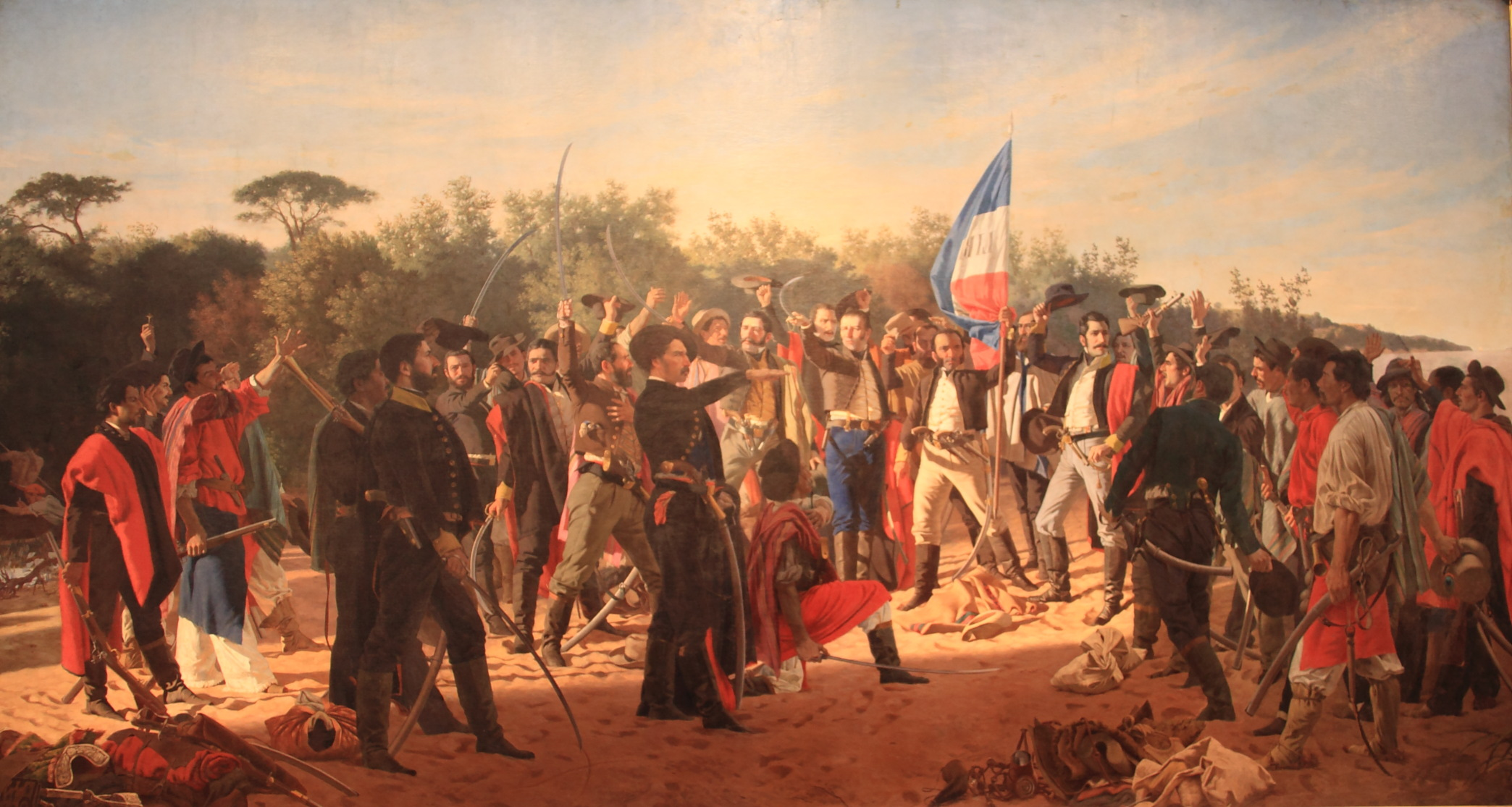
Der Schwur der Dreiunddreißig Orientalen von Juan Manuel Blanes.

Juan Antonio Lavalleja y de la Torre (* 24. Juni 1784 in Santa Lucia; † 22. Oktober 1853 in Montevideo) war ein uruguayischer Revolutionär. Er war der Anführer der sogenannten Dreiunddreißig Orientalen und kämpfte gegen das Kaiserreich Brasilien.
Am 19. April 1825 überquerte diese wackere kleine Schar den Río Uruguay, sich mit den patriotischen Mannen unter der Führung von José Fructuoso Rivera, dem späteren Begründer der „Colorados“, vereinigend. Das 100 km nördlich von Montevideo gelegene Florida wurde zum Sitz einer provisorischen Regierung. Am 25. August 1825 wurde schließlich die Unabhängigkeit Uruguays ausgerufen (heute Nationalfeiertag). Lavalleja wurde im September vom Congreso de la Florida zum ersten Gouverneur von Uruguay und Generalkapitän ernannt, wobei er das Amt des Gouverneurs zwischen 1826 und 1828 an Joaquín Suárez bzw. Luis Eduardo Pérez weiterdelegierte.
Auf sein Betreiben kam es nach der internationalen Anerkennung von Uruguays Souveränität im Oktober 1828 zur verfassungsgebenden Versammlung, auf der nun jedoch an seiner Stelle der als Vermittler angedachte José Rondeau zum Gouverneur gewählt wurde, nachdem Lavalleja und Fructuoso Rivera erfolglos darum konkurriert hatten. Wenige Monate vor Ende des Verfassungsprozesses erreichte er im April 1830 den Rücktritt von Rondeau und wurde bis Oktober nochmals Gouverneur.
Nachdem die Verfassung fertiggestellt worden war, kandidierte Lavalleja für das Amt des Präsidenten, unterlag aber Fructuoso Rivera. Er wurde im September 1853 neben Fructuoso Rivera und Venancio Flores in ein Triumvirat gewählt, welches Uruguay regieren sollte, verstarb aber bereits nach einem Monat.